# Alexandru Săvulescu
Alexandru Săvulescu   (Roman, 8 de gener de 1898 - 11 de desembre de 1961) fou un entrenador de futbol romanès.
Destacà com a seleccionador nacional de Romania, durant els anys 1930, essent un dels seleccionadors de l'equip a la Copa del Món de l'any 1934.